# Pointe Rifflet
Pour les articles homonymes, voir Rifflet.
La Pointe Rifflet est un cap de Guadeloupe.

## Géographie
Il se situe entre la plage de Rifflet au nord et la plage de la pointe Le Breton au sud.
La pointe Rifflet est le point de départ d'une randonnée menant à Deshaies par le Gros Morne

## Histoire
Le 20 mai 2022, un garçon de 6 ans se noie à la plage de la Perle. Son corps ayant dérivé, il est retrouvé à la pointe Rifflet.